# Daniel Wotlai
Daniel Wotlai (Jos, 27 novembre 2002) è un calciatore nigeriano, centrocampista dell'Egnatia.

## Carriera

### Club
Il 13 luglio 2024 viene acquistato a titolo definitivo dalla squadra albanese dell'Egnatia.

## Statistiche

### Presenze e reti nei club
Statistiche aggiornate al 14 agosto 2025.
| Stagione             | Squadra              | Campionato           | Campionato | Campionato | Coppe nazionali | Coppe nazionali | Coppe nazionali | Coppe continentali | Coppe continentali | Coppe continentali | Altre coppe | Altre coppe | Altre coppe | Totale | Totale |
| Stagione             | Squadra              | Comp                 | Pres       | Reti       | Comp            | Pres            | Reti            | Comp               | Pres               | Reti               | Comp        | Pres        | Reti        | Pres   | Reti   |
| -------------------- | -------------------- | -------------------- | ---------- | ---------- | --------------- | --------------- | --------------- | ------------------ | ------------------ | ------------------ | ----------- | ----------- | ----------- | ------ | ------ |
| 2020-2021            | Abia Warriors        | NPL                  | 30         | 2          | CN              | 0               | 0               | -                  | -                  | -                  | -           | -           | -           | 30     | 2      |
| 2021-2022            | Abia Warriors        | NPL                  | 31         | 0          | CN              | 0               | 0               | -                  | -                  | -                  | -           | -           | -           | 31     | 0      |
| 2022-2023            | Abia Warriors        | NPL                  | 9          | 0          | CN              | 0               | 0               | -                  | -                  | -                  | -           | -           | -           | 9      | 0      |
| 2023-2024            | Abia Warriors        | NPL                  | 33         | 1          | CN              | 0               | 0               | -                  | -                  | -                  | -           | -           | -           | 33     | 1      |
| Totale Abia Warriors | Totale Abia Warriors | Totale Abia Warriors | 103        | 3          |                 | 0               | 0               |                    | -                  | -                  |             | -           | -           | 103    | 3      |
| 2024-2025            | Egnatia              | KS                   | 25+1       | 0          | CA              | 3               | 1               | UCL+UECL           | -                  | -                  | SA          | 1           | 0           | 30     | 1      |
| 2025-2026            | Egnatia              | KS                   | 0          | 0          | CA              | 0               | 0               | UCL+UECL           | 1+3                | 0                  | SA          | 0           | 0           | 4      | 0      |
| Totale Egnatia       | Totale Egnatia       | Totale Egnatia       | 25+1       | 0          |                 | 3               | 1               |                    | 4                  | 0                  |             | 1           | 0           | 34     | 1      |
| Totale carriera      | Totale carriera      | Totale carriera      | 128+1      | 3+0        |                 | 3               | 1               |                    | 4                  | 0                  |             | 1           | 0           | 137    | 4      |